# Бонусная программа
Бонусная программа — один из видов программ поощрения покупателей, При правильном подходе, является механизмом по первичному привлечению клиентов и сбору информации, которая поможет узнать портреты групп покупателей, определить их ценность и уровень возможных маркетинговых вложений в каждую из этих групп.
Бонусные карты пришли на смену дисконтным. Скидки не всегда оправданы: дисконтная карта здесь и сейчас не означает, что клиент вернется в магазин. Бонусы, напротив, являются гарантией того, что клиент вернется. По сути бонусы или баллы — это отложенная скидка, мотивация для клиента прийти в следующий раз.
Схема обычно такова: за некоторое количество потраченных рублей клиент получает определенное количество бонусов. Бонусы можно тратить на покупки в специальном каталоге, конвертировать в рубли и тратить у партнеров программы или использовать различные комбинации этих возможностей. Ещё одним вариантом использования бонусов, применяемым торговыми и сервисными предприятиями, является раздача купонов на скидки конкретным группам покупателей, накопившим определённое число бонусов.
В настоящее время очень популярны бонусные программы авиакомпаний, где можно накапливать мили («Аэрофлот бонус», «Трансаэро Привилегия», «S7 Приоритет»).
В отдельных случаях бонусы могут выражаться и в денежном эквиваленте. Например, некоторые компании возвращают часть денег, затраченных на покупку товаров или услуг на личный счет клиента (на телефон, на банковскую карту или Интернет-кошелек).
Базовая механика идентификации пользователя бонусной программы может опираться на механизм клубной карты, но, начиная с 2010ых годов начали получать распространение альтернативные механики, связанные с идентификацией пользователя через специальное мобильное приложение или просто номер телефона.

## История
Идеи о бонусной программе появились в США. В начале 1980-х годов компания American Airlines разработала проект поддержки своих постоянных клиентов. Программа предлагала клиентам не получить скидку за купленный билет, как делали большинство компаний, соревнуясь в размере скидки, а начислять баллы за каждую милю маршрута на персональный счет. Набрав определённую сумму баллов, получивших название «мили», клиент мог заработать право бесплатно приобрести подходящий по расстоянию (то есть по накопленным милям) авиабилет. 
Начало активного развития бонусных программ лояльности  в России можно отнести к началу 2000 годов. Примером одного из наиболее успешных таких проектов стала карта Малина.

## Современное состояние
Бонусные программы могут относиться к товарам и услугам одной компании или представлять собой более сложный финансовый продукт, стимулирующий продажи многих участников рынка одновременно. 
В качестве примера первого типа бонусной программы можно назвать карты «Перекресток», «Пятерочка» и другие подобные, выпускаемые Альфа-банком при использовании которых потребитель получает бонусы для использования в соответствующей торговой сети и только в ней.
Примерами более сложных бонусных проектов являются мили Аэрофлота, начисляемые по программе «Аэрофлот Бонус» и бонусы ПАО Сбербанк «Спасибо». И теми и другими можно расплатиться не только за услуги эмитента, но и за услуги и товары его многочисленных партнёров. Такие программы лояльности называются коалиционными.